# Reâyâ
Reâyâ (von arabisch رعية, DMG raʿīya, Pl. رعايا, DMG raʿāyā oder raʿya, Pl. raʿāyā, „behütete Herde“; auch türkisch reaya; serbokroatisch-kyrillisch raja; griechisch ραγιάς rajás, Pl. ραγιάδες rajádes) bezeichnete ursprünglich die steuerpflichtigen Untertanen eines muslimischen Herrschers. Erst zum 18. Jahrhundert wurde Reaya zur Bezeichnung für die christlichen Untertanen im Osmanischen Reich, während für die Juden die Bezeichnung Yehudi üblich blieb. Von der Reaya unterschied sich der Stand der Askerî.
Im Osmanischen Reich wurden Nomaden, Bauern, Handwerker, Ladenbesitzer und Kaufleute zur Reâyâ gezählt. Nur selten wurden Personen mit einem Reâyâ-Hintergrund in die Askerî-Schicht aufgenommen. Dagegen wurde eingewendet, dass viele Kuls (Sklaven) von Reâyâs (steuerpflichtigen Bauern) abstammten, während viele Sipahis („Reiter“, Besitzer von Tımaren) aus Kuls hervorgingen.
In der kurdischen Gesellschaft waren die Reâyâ nicht tribal organisierte Bauern, die den in Eşiret (Stämmen) organisierten (Halb-)Nomaden tributpflichtig waren.